# NASDAQマーケットサイト

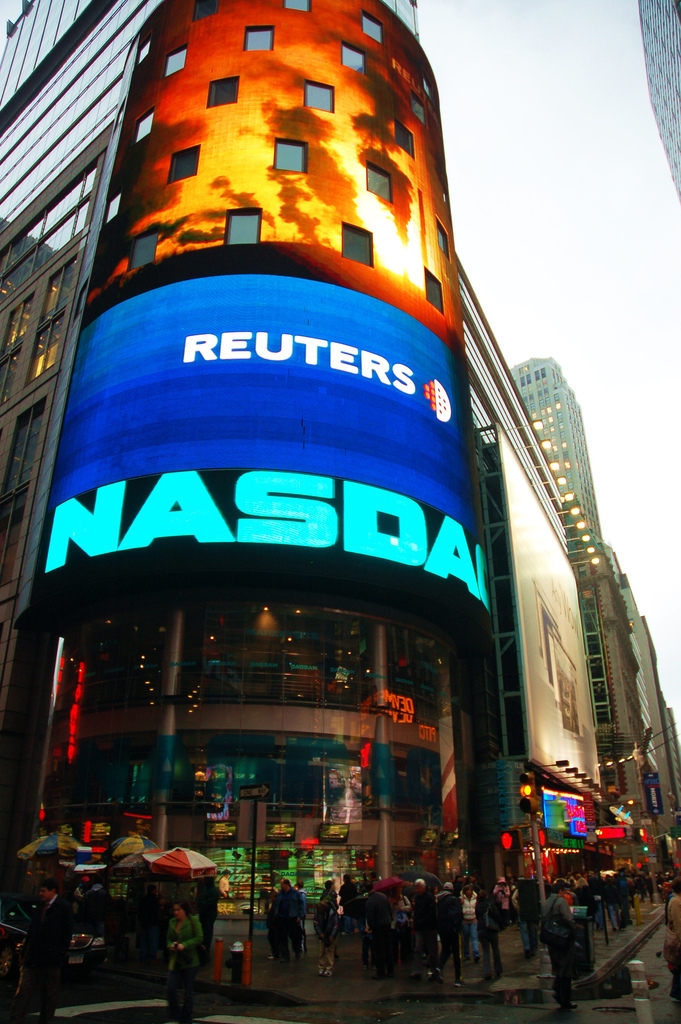
NASDAQマーケットサイト

NASDAQマーケットサイト（英語:NASDAQ MarketSite）は、アメリカ合衆国ニューヨーク市マンハッタンのタイムズスクエアに位置する場所。単に「マーケットサイト」と呼ばれることがある。NASDAQ上場企業の株価及び情報をディスプレイ画面上に表示する。コンデ・ナスト・ビルの一階部分の一角を占めており、7階建て・円筒形の外壁面にはLEDを利用した巨大な電子ディスプレイを配置、経済のニュースや広告を常時表示している。

## 概略
一階部分はガラスで覆われており、テレビスタジオとなっている。後部のモニター画面は高さ4メートル、幅17メートルあり、リアルタイムで市場の状態を表示する。マーケットサイトで使用されている技術は特許ですでに認められている。もともとはホワイトホールストリートに位置していた。技術の進歩により、設備は幾度もグレードアップが施されている。

## ギャラリー

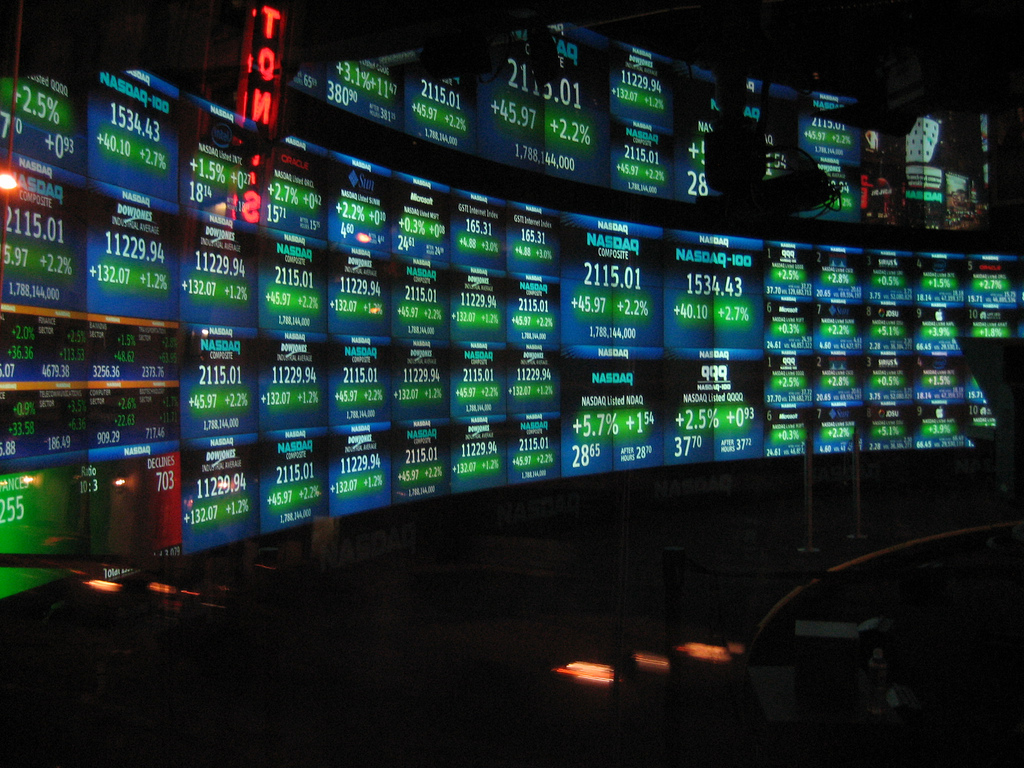
スタジオ内近影。
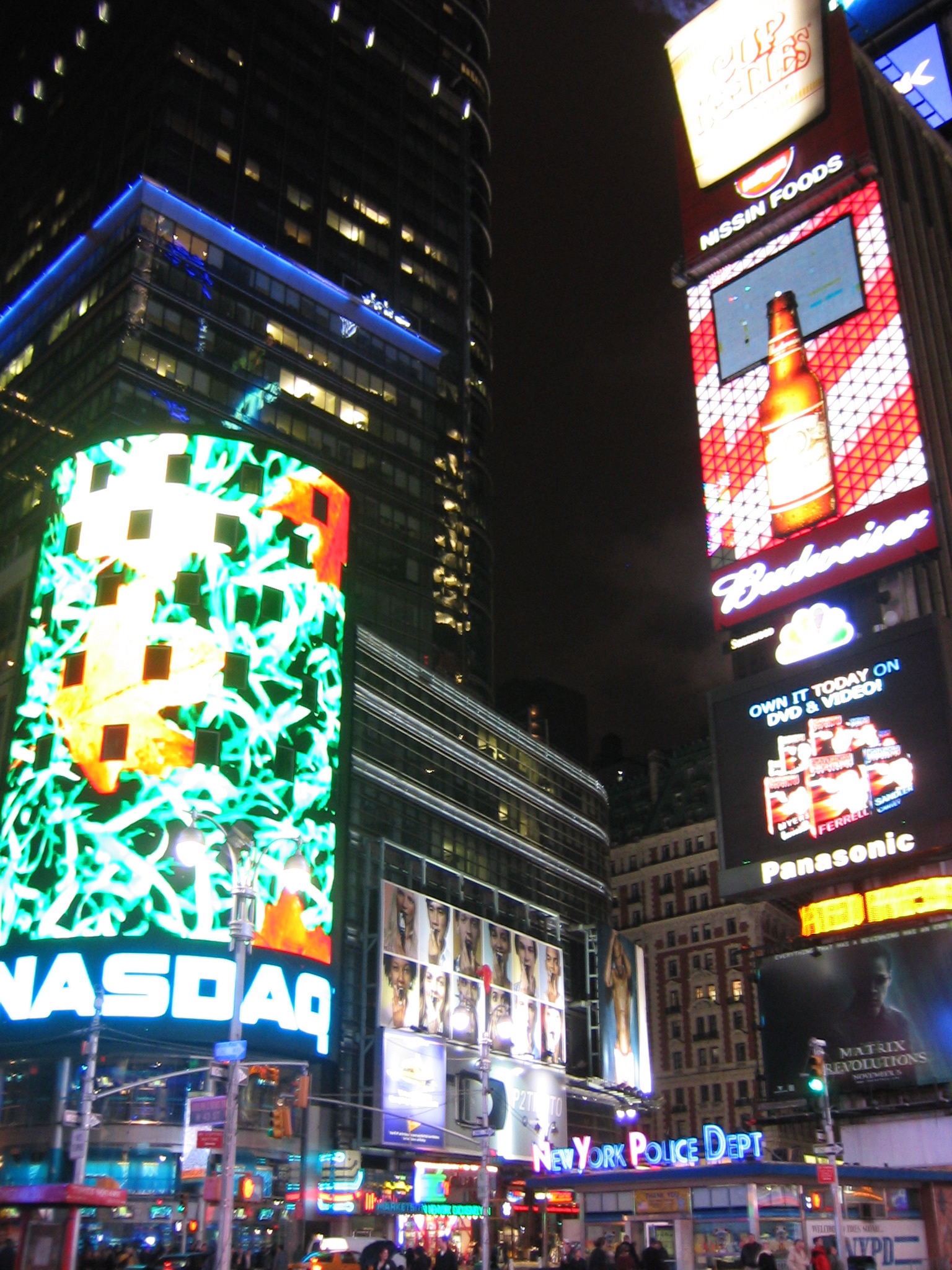
周辺
タイムズスクエア、道路側から。